# Atractotomus mali
Atractotomus mali är en insektsart som först beskrevs av Meyer-dür 1843.  Atractotomus mali ingår i släktet Atractotomus och familjen ängsskinnbaggar. Arten är reproducerande i Sverige. Inga underarter finns listade i Catalogue of Life.

## Bildgalleri

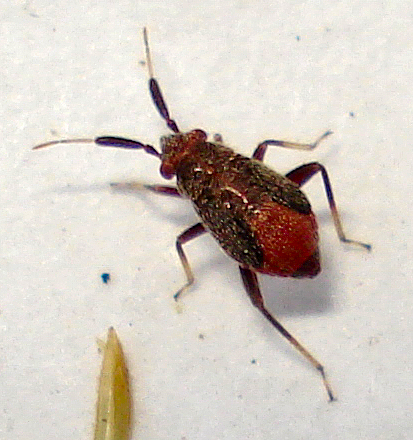
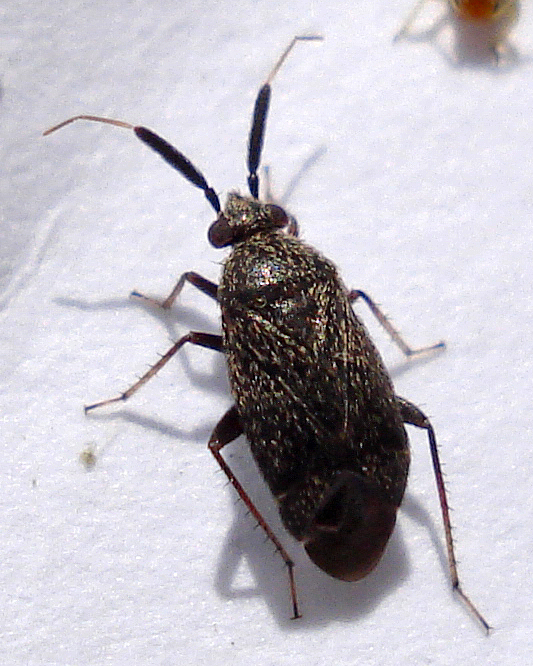